# Carolina Dog
Der Carolina Dog ist eine nicht von der FCI anerkannte Hunderasse aus den USA, die sowohl in Menschenhand als auch in freier Wildbahn existiert. Der Carolina Dog ist vom United Kennel Club (UKC) als Rasse anerkannt.

## Wissenschaftliche Entdeckung
Diese Hunderasse wurde erst in den späten 1970er-Jahren von Dr. I. Lehr Brisbin Jr., einem Zoologen an der Universität von Georgia, entdeckt, als er an den Ufern des Savannah River arbeitete. Ein streunender weißer Hund mit braunen Markierungen, der am Ufer des Flusses entlang wanderte, erregte damals Brisbins Aufmerksamkeit. Brisbin hielt diesen Hund zunächst für einen der vielen Streuner der Gegend, als er aber immer mehr dieser Hunde in Fallen und im Wald entdeckte, begann er sich zu fragen, wie viele dieser Hunde es in der Wildnis geben könnte. Später fand Brisbin eine weitere Hündin in einem Tierheim und nahm in den Jahren danach noch andere dieser Hunde auf.

## Herkunft und Geschichtliches
Aufgrund genetischer Analysen der mitochondrialen DNA ist davon auszugehen, dass der Carolina Dog ein Nachkomme von ostasiatischen Hunden ist, die Nordamerika zusammen mit den Amerikanischen Ureinwohnern über die Bering-Landbrücke erreichten. Die Population hat sich offenbar nur minimal mit von den Europäern nach Amerika gebrachten Hunden vermischt.

## Beschreibung

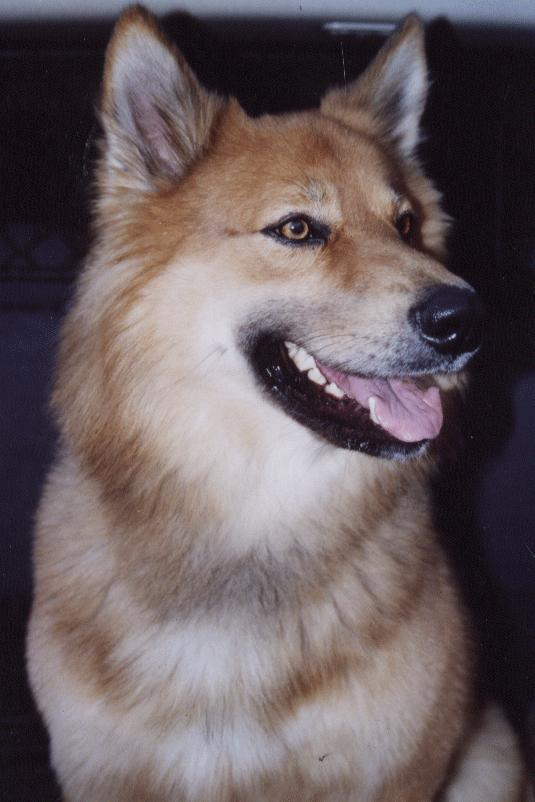
Längeres Fell kommt bei diesen Hunden ebenfalls vor

Die Fellfarben sind sehr vielfältig, von einfarbig (meist tiefes rotbraun, mit helleren Partien um das Maul und an der Unterseite) bis mehrfarbig in verschiedenen Farbstrukturen. Die häufigsten Farben sind rotbraun (hell wie dunkel), weiß mit Flecken, bräunlich, beige, sandfarben, gelb und orange. Der Körperbau ist typisch für Pariahunde: hochbeinig, schlank, quadratisches Gebäude, gerader Rücken, anliegende Kehlhaut, leicht abfallende Kruppe wie beim Dingo, aber auch dem Kanaanhund oder dem Korea Jindo Dog.

## Verhalten

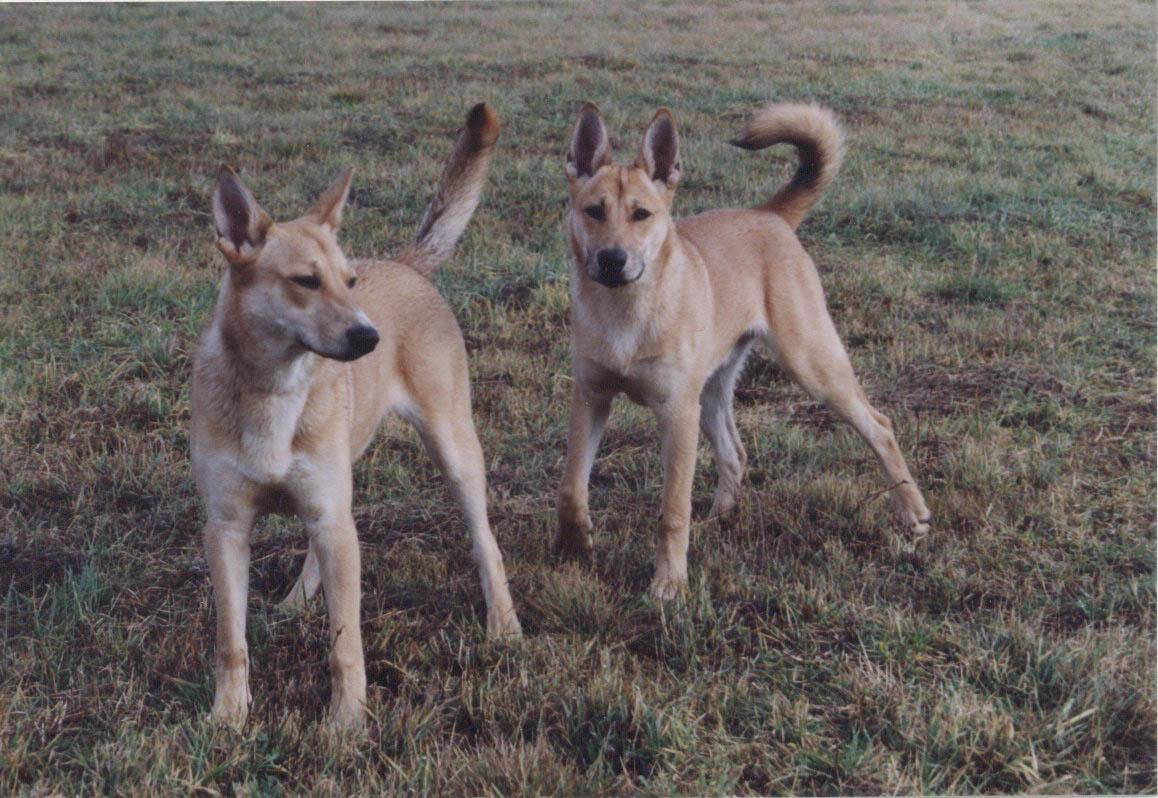
Die Ähnlichkeit zum Dingo springt oft ins Auge

Der Carolina Dog gilt als anpassungsfähig und ist trotz seiner wilden Herkunft ein liebenswertes Haustier, wenn man seine eigenständige Persönlichkeit achtet. Auch sollte man eine große Portion Hundeverstand mitbringen, wenn man sich auf einen Carolina Dog einlässt. Er gilt als sehr intelligent, fröhlich, entdeckungsfreudig und leicht motivierbar. Bedingt durch seine Herkunft ist er bei mangelnder Sozialisation sehr scheu, bei guter Erziehung ist er sehr freundlich, aber zurückhaltend gegenüber allem Fremden.
Zu ihrem Besitzer gehen diese Hunde eine enge Beziehung ein und sind innerhalb der Familie verschmust, feinfühlig und sehr anhänglich. Wie viele Hunde beobachten sie Mimik und Gestik ihrer menschlichen Rudelmitglieder sehr genau und achten ebenso stark auf die Tonlage der Stimmen. Dadurch gehen sie mit kranken und hilfsbedürftigen Menschen anders um als mit gesunden.
Die Hündin kann bis zu dreimal im Jahr läufig sein (die Regel ist aber eher einmal bzw. zweimal im Jahr), was sich in der Wildnis in saisonalbedingte Reproduktionszyklen einbettet und zu einer hohen Anzahl von Welpen führt. Laut Brisbin geschieht das, um eine schnelle Fortpflanzung zu gewährleisten, bevor Krankheiten, wie z. B. Herzwurmbefall, zuschlagen würden. Einige schwangere Hunde graben Höhlen und bringen ihre Jungen dort zur Welt. Nach der Geburt oder während der Tragezeit schiebt die Hündin mit ihrer Schnauze Sand über die Exkremente.
Im Herbst graben diese Hunde auch „Schnauzen-Löcher“, hunderte kleiner Löcher, die genau auf ihre Schnauzen passen. Hündinnen zeigen dieses Verhalten allerdings öfter als Rüden. Diese Löcher sind in bestimmten Mustern angeordnet. Die Gründe für dieses Verhalten sind unbekannt.
Die Rudel-Dynamik war ebenfalls neu für die Forscher, Welpen werden gemeinsam versorgt. Gejagt wird in einer sehr effektiven Rudelformation. Beim Jagen von Schlangen benutzen sie eine Peitschen-Bewegung, durch die die Schlangen in der Luft „zerbrochen“ werden.
Sie gelten ebenfalls als sehr flexibel und geschickt in ihren Bewegungen und sind gute Kletterer.

## Lebensraum
Diese Hunde leben in isolierten Kiefern- und Zypressensümpfen im Südosten der Vereinigten Staaten, in sehr dünn besiedelten Gebieten.

## Anerkennung als Rasse
Der Carolina Dog ist nicht von der FCI als Rasse anerkannt, wird aber vom United Kennel Club (1995) anerkannt. Der UKC hat sie als Pariahunde klassifiziert: Group 3. Sighthound and Pariah Dog (Windhunde und Pariahunde). Zu dieser Gruppe gehören beispielsweise auch der Basenji und der Thai Ridgeback.